# 德赖森
德赖森是德国莱茵兰-普法尔茨州的一个市镇。总面积9.03平方公里，总人口1008人，其中男性509人，女性499人（2011年12月31日），人口密度112人/平方公里。